# دلکو

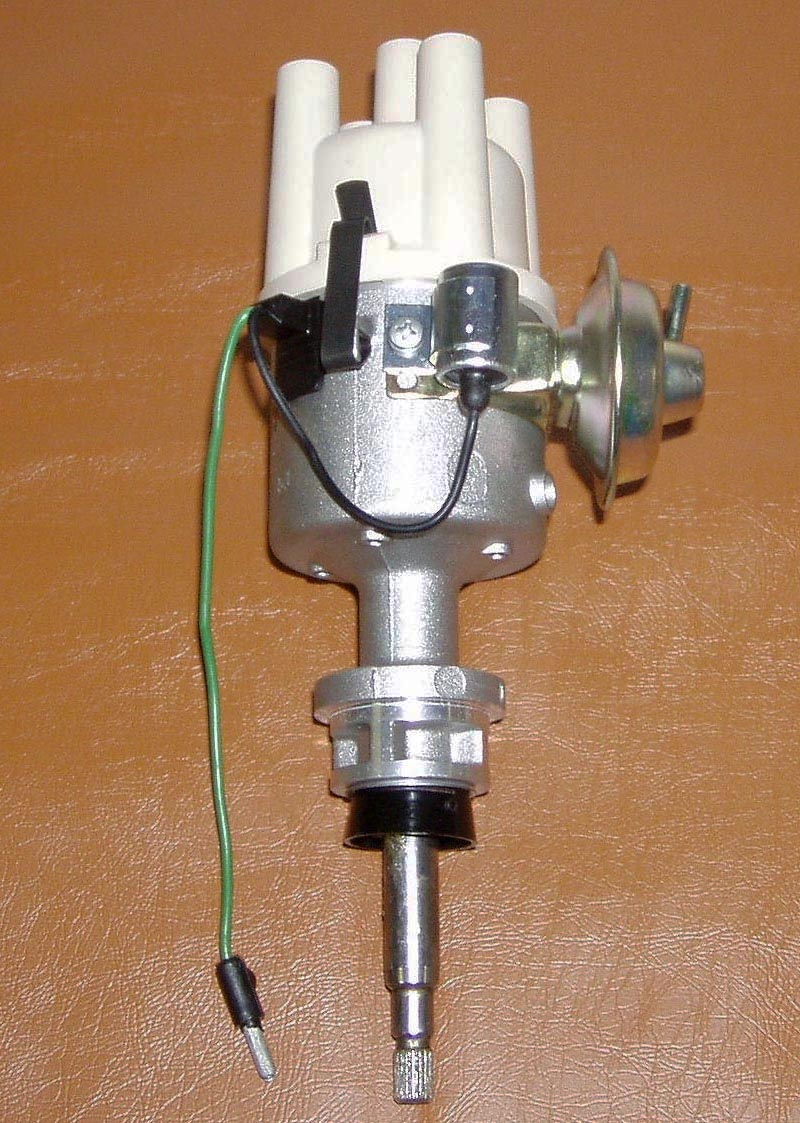
یک دلکوی عادی

دِلکو یا Tāzafruz (به انگلیسی: Distributor) وسیله‌ای است در موتورهای درون‌سوز که جریان ولتاژ بالا را از کوئل به شمع‌ها هدایت می‌کند تا به ترتیب احتراق را منظم کند.
دلکو دو عمل انجام می‌دهد، یکی کمک به کوئل برای ایجاد جریان برق قوی؛ و عمل دوم اینکه برق قوی ایجاد شده در کوئل را گرفته به سیلندر برای خوردن جرقه تقسیم نماید.
در هریک از سیلندرها اسبابی به نام شمع، بسته شده که جریان برق قوی از دلکو تحویل آنها شده به شکل جرقه از آن برای آتش زدن گاز استفاده می‌کنند. در پهلوی دلکو اسباب کوچکی به نام فیوز دلکو قرار داده‌اند که می‌توان آن را «شیشهٔ عمر» خودرو نامید زیرا اگر فیوز نباشد یا سوخته باشد اولاً موتور روشن نمی‌شود و اگر هم بشود خاموش می‌شود.
اولین نوع از این وسیله توسط Dayton Engineering Laboratories Co (به اختصار DELCO) ساخته شد (که به همین دلیل در پارسی به این نام خوانده می‌شود) و در سال ۱۹۱۰ بر روی کادیلاک عرضه گردید. این اختراع توسط چارلز کترینگ صورت گرفت و در روزگار خود شگفت‌آور بود. در اصل این قطعه با توجه به نقش آن و نیز ترجمه نام انگلیسی آن بایستی با نام تقسیم‌گر یا کلمات هم‌معنی نام‌گذاری می‌شده است.
در موتورهای چهارزمانه به ازای هر دو دور میل‌لنگ، میل سوپاپ و دلکو یک دور می‌گردند.
امروزه در اکثر موتورهای چهارزمانه انژکتوری قطعه دلکو حذف گردیده و بجای آن حسگر میل‌لنگ و میل سوپاپ اطلاعات مربوط به مکان دقیق پیستون‌ها را به قطعه‌ای بنام ای‌سی‌یو (ECU) می‌دهند.